# Chillán Viejo
Chillán Viejo este un oraș din regiunea Biobío, Chile. Suprafața totală este de 292 km². Comuna avea o populație totală de 26.172 locuitori (2002).